# Vaso de los guerreros

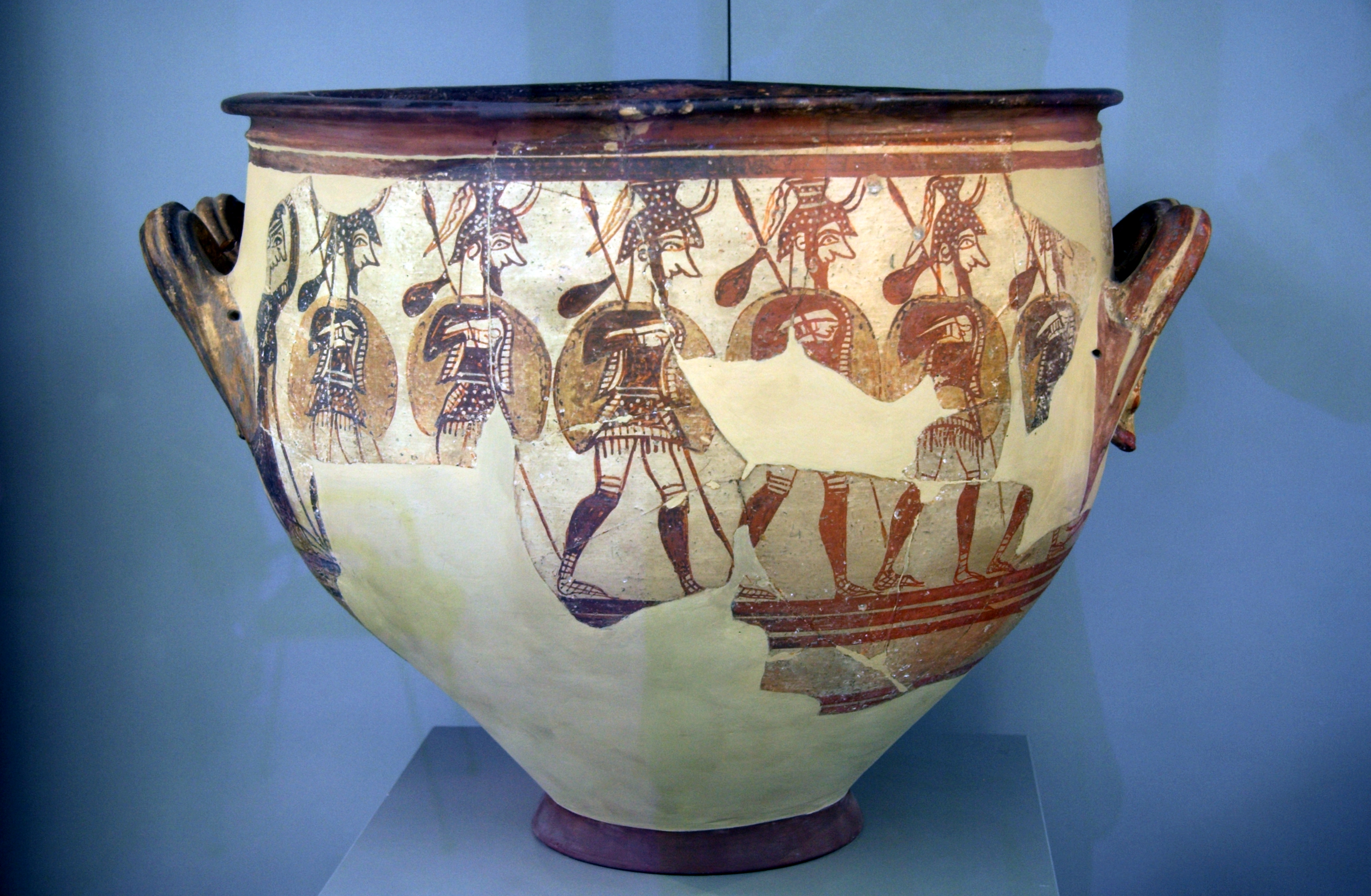
Detalle de la pieza.

Vaso de los guerreros o vasija de los guerreros micénicos es una pieza de cerámica griega encontrada por Heinrich Schliemann en la acrópolis de Micenas, considerada como uno de los grandes tesoros del Museo Arqueológico Nacional de Atenas.

## Datación
Esta crátera se atribuye al Heládico Tardío IIIC (siglo XII a. C.), época en la que los micénicos comenzaron a verse amenazados por otros pueblos. Fue Schliemann quien le dio su nombre, a raíz del gran friso de guerreros armados representado en su panza. Las asas con con forma de cabeza de toro han llevado a algunos investigadores a situar la pieza en una fecha posterior, a principios del siglo VII a. C.,

## Descripción
Los guerreros visten quitón corto, peto, cascos y grebas. Están armados lanzas, cada una equipada con una pequeña bolsa, probablemente destinada a contener víveres para una larga marcha, y portan escudos ligeros.

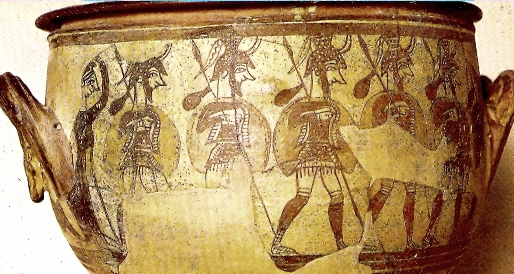
Detrás de la columna de guerreros, una mujer vestida de negro los observa partir.

Las figuras de una cara del vaso llevan cascos con cuernos, mientras que los de la otra son de estilo "erizo". Los guerreros de ambos lados llevan escudos, túnicas y grebas; todos parecen iguales y simbolizan al ejército en su conjunto, más que a guerreros individuales.
Los rostros con narices largas y barbillas hundidas son inusuales en la representación de los hombres griegos: a un lado, una mujer vestida de negro, de pie detrás de la tropa de guerreros, los saluda cuando se van.
.